# Зігфрід Расп
Зігфрід Расп (нім. Siegfried Rasp; 10 січня 1898, Мюнхен — 2 вересня 1968, Мурнау-ам-Штаффельзе) — німецький воєначальник, генерал піхоти вермахту. Кавалер Лицарського хреста Залізного хреста.

## Біографія
6 вересня 1915 року вступив у Баварську армію. Учасник Першої світової війни. Після демобілізації армії залишений в рейхсвері. З листопада 1938 року — перший офіцер Генштабу 17-ї піхотної дивізії. Учасник Польської кампанії, після якої призначений в Генштаб 1-ї армії. В січні 1940 року направлений на курс офіцера Генштабу в Дрезден. В кінці Французької кампанії призначений першим офіцером Генштабу 7-ї армії. З травня 1942 року — начальник Генштабу 23-го армійського корпусу. З 26 серпня по 10 вересня 1943 року — командир 3-ї гірсько-піхотної дивізії, з 7 вересня 43 по 30 червня 1944 року — 335-ї піхотної дивізії, з 12 липня по 23 вересня 1944 року — 78-ї штурмової (з 18 липня — гренадерської) дивізії. З 15 вересня 1944 по 26 лютого 1945 року — командувач 19-ю армією. В квітні 1945 року очолив корпус «Емс», сформований з 31-го армійського корпусу. Після капітуляції Німеччини потрапив в полон і призначений командиром табору для військовополонених в Мюнстері. В лютому 1948 року звільнений.

## Звання
- Фанен-юнкер (6 вересня 1915)
- Лейтенант без патенту (24 червня 1916) — згодом отримав патент від 9 серпня 1916 року.
- Оберлейтенант (31 липня 1925)
- Гауптман (1 лютого 1933)
- Майор (1 квітня 1936)
- Оберстлейтенант Генштабу (20 березня 1939)
- Оберст Генштабу (1 липня 1941)
- Генерал-майор (8 грудня 1943)
- Генерал-лейтенант (1944)
- Генерал піхоти (1 грудня 1944)

## Нагороди
- Залізний хрест
  - 2-го класу (4 червня 1916)
  - 1-го класу (17 травня 1918)
- Орден «За заслуги» (Баварія) 4-го класу з мечами (23 листопада 1916)
- Нагрудний знак «За поранення» в чорному (2 липня 1918)
- Почесний хрест ветерана війни з мечами (29 грудня 1934)
- Медаль «За вислугу років у Вермахті» 4-го, 3-го і 2-го класу (18 років)
- Медаль «У пам'ять 13 березня 1938 року»
- Застібка до Залізного хреста
  - 2-го класу (18 або 28 вересня 1939)
  - 1-го класу (5 жовтня 1942)
- Хрест Воєнних заслуг 2-го і 1-го класу з мечами (20 квітня 1942)
- Німецький хрест в золоті (27 січня 1944)
- Лицарський хрест Залізного хреста (15 квітня або 1 травня 1944)

## Біографія
- Im Westen und Rückkehr in die Heimat 17. Oktober bis 31. Dezember 1918
- Erster Weltkrieg – Armee-Abteilung von Strantz (zwischen Maas und Mosel)
- Grundsätze für Einsatz und Verwendung der Nachrichtenverbände (Vortrag), Dresden im Dezember 1933
- Mein Kommando zur Königlich italienischen Armee im August 1937 (Vortrag), Januar 1938
- Das neue italienische Heer
- Übersicht über den Stand der fremden Heere, Januar 1938
- 1942/1943 Rußland